# 轟炸新加坡 (1941年)
首次轟炸新加坡是日軍對新加坡的轟炸任務，由日本帝國海軍航空隊的17架轟炸機實施，轟炸行動開始於大約早上4時，此時日軍剛剛在馬來亞北部的哥打巴魯實施登陸行動。 
雖然已經響起空襲警報，但街道上仍然燈火通明，令領航員很容易便找到轟炸目標，盟軍的高射炮立即還火，皇家海軍的戰列艦威爾斯親王號及卻敵號亦有開火，但沒有任何日軍轟炸機被擊落，部份原因是雲層被遮蔽。
所有轟炸機安全返回在法屬中南半島西貢的空軍基地，島上3個空軍基地均受到轟炸，轟炸共做成61人死亡及超過700人受傷，受傷的大部份是駐島上的印度第11步兵師的士兵。

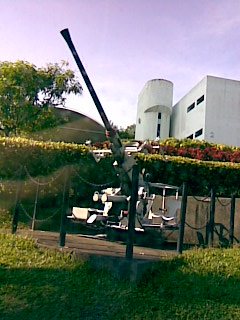
波佛斯40公釐高射砲 展示在新加坡國防部中央人力局
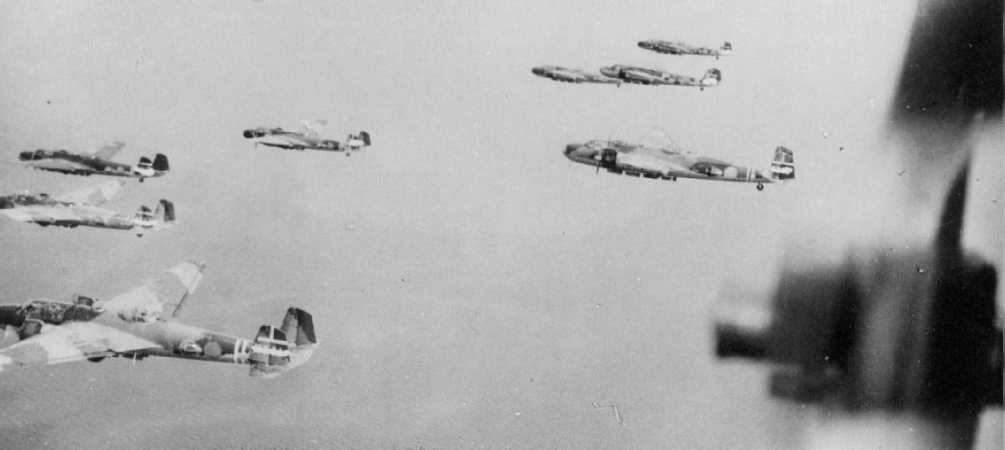
九六式陸上攻擊機 正編隊飛行去轟炸城市
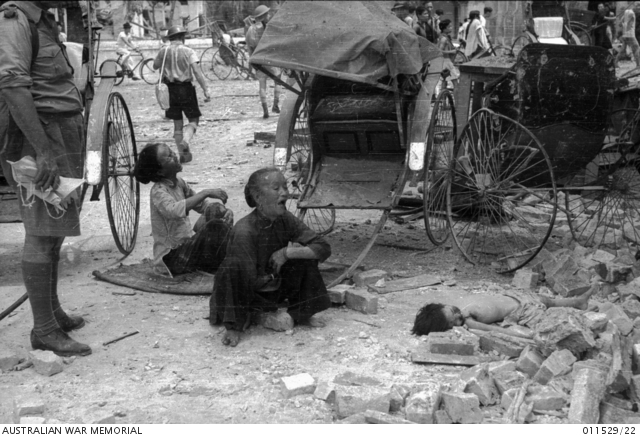
1942年2月3日，兩名婦女為在一次空襲中喪生的孩子感到悲傷。